# Lidový dům (Ostrava)
Lidový dům v Moravské Ostravě na Nádražní třídě (později přejmenována na Nádražní ulici) vznikl přestavbou z Hotelu Quittner, na počátku 20. let 20. století. Jako sídlo sociální demokracie zanikl po roce 1948. Jednalo se o komplex čtyř velkých budov v blízkosti centra města. Dvě měly průčelí na Nádražní, druhé dvě na Straßmanngasse (v roce 1911 Strassmanovu ulici, v roce 1945 Veleslavínovu ulici). Tři z těchto budov byly staršího data, byly postaveny před rokem 1900 a jedna byla postavena v roce 1923.

## Získání nemovitosti pro Lidový dům
V roce 1917 vznikla komanditní společnost Lidová knihtiskárna, kom. společnost O. M. Štěpánek a spol. v M. Ostravě za účelem koupě a provozování tiskárny stranických tiskovin. Členy společnosti byli Vilém Bräuner, Jan Dostál, Josef Chalupník, Alois Langer, Petr Marsín, Petr Pavlán, Jan Prokeš, Antonín Smetana, Otto M. Štěpánek a Dr. Zikmund Witt. Ředitelem byl jmenován Otto M. Štěpánek.
Dne 17. září 1917 byl koupen objekt Heinovy tiskárny v Přívoze za 28 000 Rakousko-uherských korun. Koupi odsouhlasila schůze dne 30. července 1917, za přítomnosti Jana Prokeše, Otto M. Štěpánka, Antonína Smetany, Františka Suchánka a Petra Marsína, za zemský slezský výbor Antonína Klimši a za konzumní spolek v Kunčicích Jan Dostál. Jednalo se o malý domek, který měl jen dvě místnosti. Strana zde měla zaměstnané dva pomocníky a dva učně.
V roce 1918, kdy byla velká poptávka do stranickém časopisu Duch času, se vedení dohodlo na zakoupení větších prostor. Byla jim nabídnuta budova Hotelu Quittner včetně vedlejšího pozemku a domu. Cena za všechny nemovitostí byla 600 000 korun. Na částku se složili z větší části členové strany, zčásti byla realizována půjčkami. S majitelem byla dohodnuta cena a dne 24. října 1918, čtyři dny před politickým převratem, byla podepsána kupní smlouva. Byly realizovány další půjčky a dohodnutá suma byla vyplacena majiteli hotelu panu Johannu Quittnerovi.

## Výstavba nové budovy

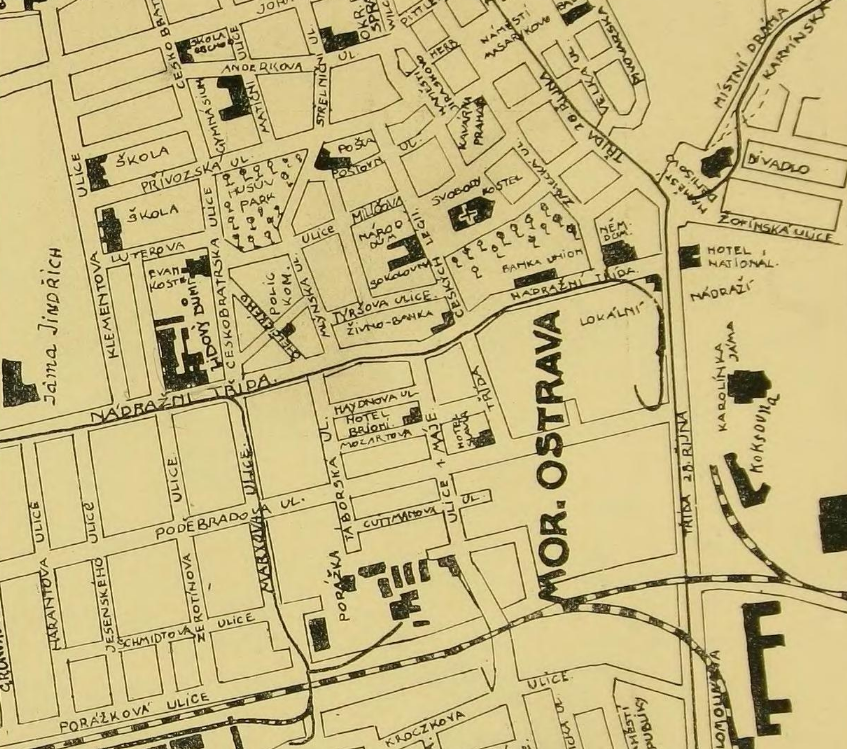
Umístění na mapě

Na konci roku 1922 byla vypracována studie a náčrtky pro výstavbu reprezentačního sálu s přilehlými místnostmi, jevištěm a tělocvičnou. Dne 15. dubna 1923 byly položeny základy přístavby Lidového domu. Stavba byla realizována během několika měsíců. Dne 25. prosince 1923 se sešlo představenstvo a členové strany na slavnostním otevření budovy. Lidový dům v Moravské Ostravě tvořily čtyři samostatné budovy, které vytvořily ucelený blok. Rozloha pozemků, na kterých budovy stály byla 4 751 m², zastavěná plocha 2 860 m². Celý blok Lidového domu měl vlastní transformátor pro osvětlení a provoz tiskárny.
V zadním domě bylo 12 bytů, stranická tiskárna, která zabírala 10 místností a zaměstnávala 45 osob. Jednalo se moderní provoz, který měl 4 sázecí stroje, 1 šestnáctistránkový rotační stroj se stereotypií, 3 rychlolisy, 4 knihtiskařské příklopové lisy tzv. amerikánky, knihovnu atd. Stroje poháněly elektromotory o výkonu 40 HP.
V předních budovách byly redakce a administrace časopisů: Duch Času, Rudý Kraj, Jednotář a Volné Slovo. Župní sekretariát strany sociální demokracie, sekretariát D.T.J., sekretariát sociálních demokratických bezvěrců, sekretariát Dělnické akademie, Všeodborový sekretariát a sekretariát Všeúřednického svazu. Kanceláře Revírní rady horníků, kanceláře Č.T.K., Stavebního družstva a Dělnické záložny a 12 bytů. Dále restaurace, kavárna Sport a vinárna, kino Alfa. Některé místnosti v budově využívalo družstvo Budoucnost.
Přístavba Lidového domu, která byla umístěna mezi budovu bývalého hotelu a zakoupeného domu, byla ozdobou celého bloku. Cena byla 2 500 000 Kč. Stavbu projektoval architekt František Franz v moderním francouzském stylu. Fasáda i vnitřní prostory působily mohutným dojmem. Do budovy se vcházelo hlavním vchodem třemi dvojitými dveřmi.
V přízemí byly umístěny šatny, po dvojramenném schodišti se šlo do foyeru v I. patře. Okna na schodišti byla provedena umělecky, jako vitráže. Na jedné straně foyeru byla menší konferenční místnost pro 150 osob, bufet. Na druhé straně byl sál. Zde se pamatovalo na to, aby bylo dost místa pro sjezdy strany. Sál by dlouhý 27 metrů a široký 17 metrů. V sále bylo umístěno 840 křesel. Nad sálem se klenul velký amfiteatrálně zhotovený balkon, na kterém bylo 260 křesel. Při divadelních představeních zde mohlo být až 1 400 osob. Strop byl vyzdoben kazetami. Sál měl dobrou akustiku. Součásti bylo jeviště s provazištěm o celkové výšce 14 metrů. Osvětlení jeviště bylo realizováno jako u velkých divadel, což umožňovalo střídání barevného osvětlení. Orchestřiště bylo zapuštěno a mělo kapacitu 32 hudebníků. Pod jevištěm bylo prostorné propadlo, což umožňovalo umístění loutkového divadla. V sále se pořádaly koncerty světových umělců a uměleckých těles, Národní divadlo moravsko-slezské zde pořádalo každou neděli lidová představení, o masopustu se zde konaly plesy. Během týdne sál sloužil jako kinosál. Ve druhém patře, vedle balkónů se nacházela přednášková síň pro potřeby škol, firemních kurzů a podobně. Pod sálem byla tělocvična o rozměrech 17 krát 13 metrů. K ní byly postaveny šatny, sprchy se studenou i teplou vodou. Tato tělocvična byla jedna z největších v Ostravě. Měla samostatný vchod.

## Provádění stavby
Přístavbu Lidového domu provedlo Výrobní družstvo odboru stavebního v Moravské Ostravě. Projekt zpracoval architekt František Franz. Projektantem byl Ing. Bohuslav Krýsa. Tou dobou byl technickým ředitelem družstva a měl zodpovědnost za veškeré stavební práce, vč. železobetonových konstrukcí. Stavební dozor prováděl ředitel městského stavebního úřadu Ing. František Echsner a pan František Geier.
Železnou konstrukci krovů vyrobily Vítkovické železárny. Malířské a natěračské práce provedlo Výrobní družstvo malířů a natěračů v Moravské Ostravě. Stolařské práce provedlo Výrobní družstvo stolařské v Moravské Ostravě. Elektrické rozvody prováděla Městská elektrárna v Moravské Ostravě. Elektrická zařízení pro jeviště dodala firma Jaroslav Petržilka z Moravské Ostravy. Konstrukci jeviště a provaziště dodala firma František Zapletal, zámečnictví z Moravské Ostravy. Sklenářské práce provedla firma Josef Krejčiřík, umělecké sklenářství z Moravské Ostravy. Pokrývačské práce prováděla firma Hubert Jahn z Moravské Ostravy. Žulové schody dodala firma Josef Thanheiser z Friedebergu. Divadelní křesla a židle dodala firma „Mundus", továrna na nábytek z Českého Těšína.